# Malgré-nous

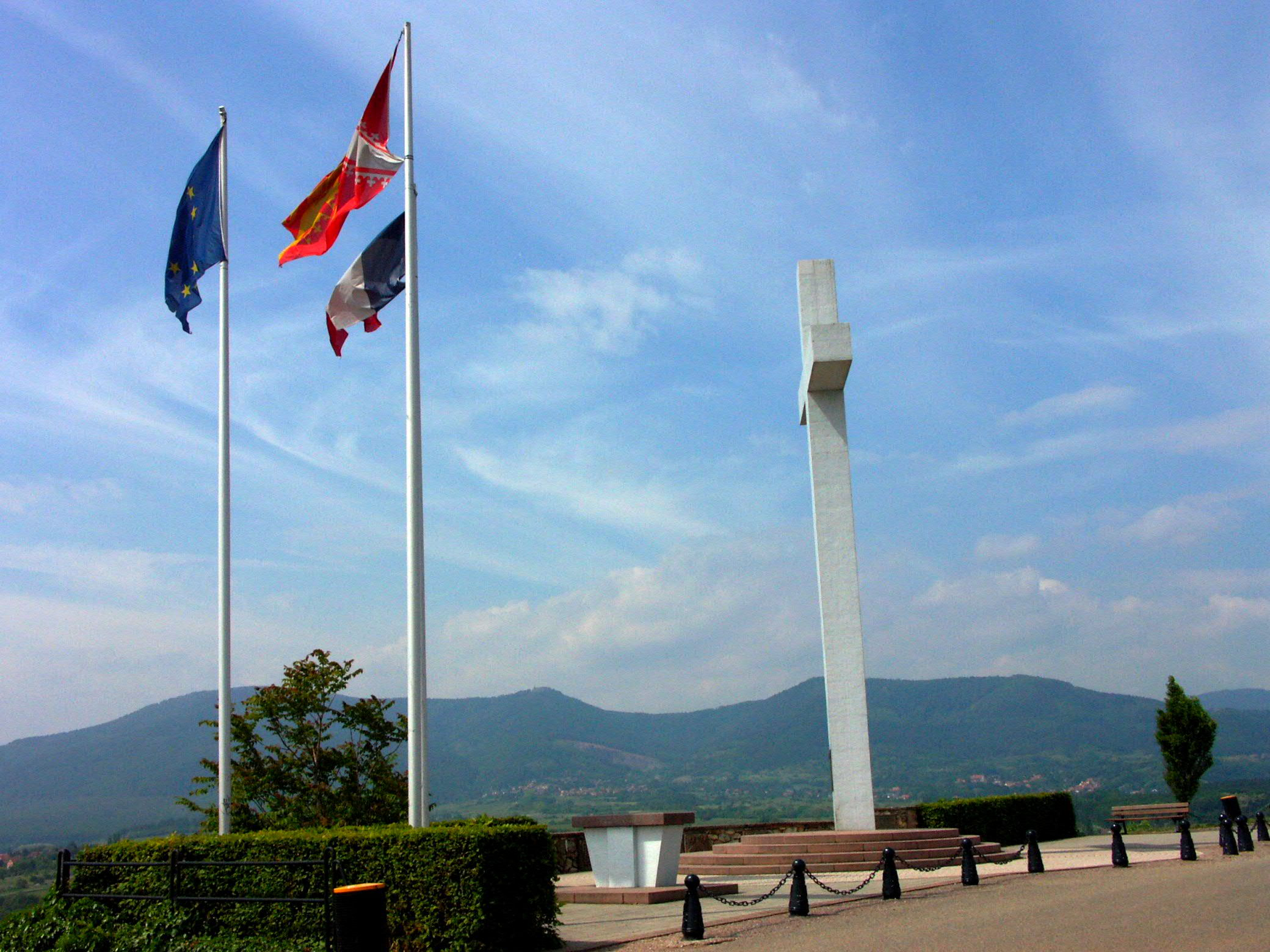
Памятник «призванным против воли» в Оберне (Нижний Рейн)

Malgré-nous («мальгре́-ну», с фр. — «против нашей воли») — собирательное название граждан Франции, проживавших в Эльзасе-Лотарингии и чаще всего принудительно призванных в вермахт и Ваффен-СС во время Второй мировой войны.

## Служба

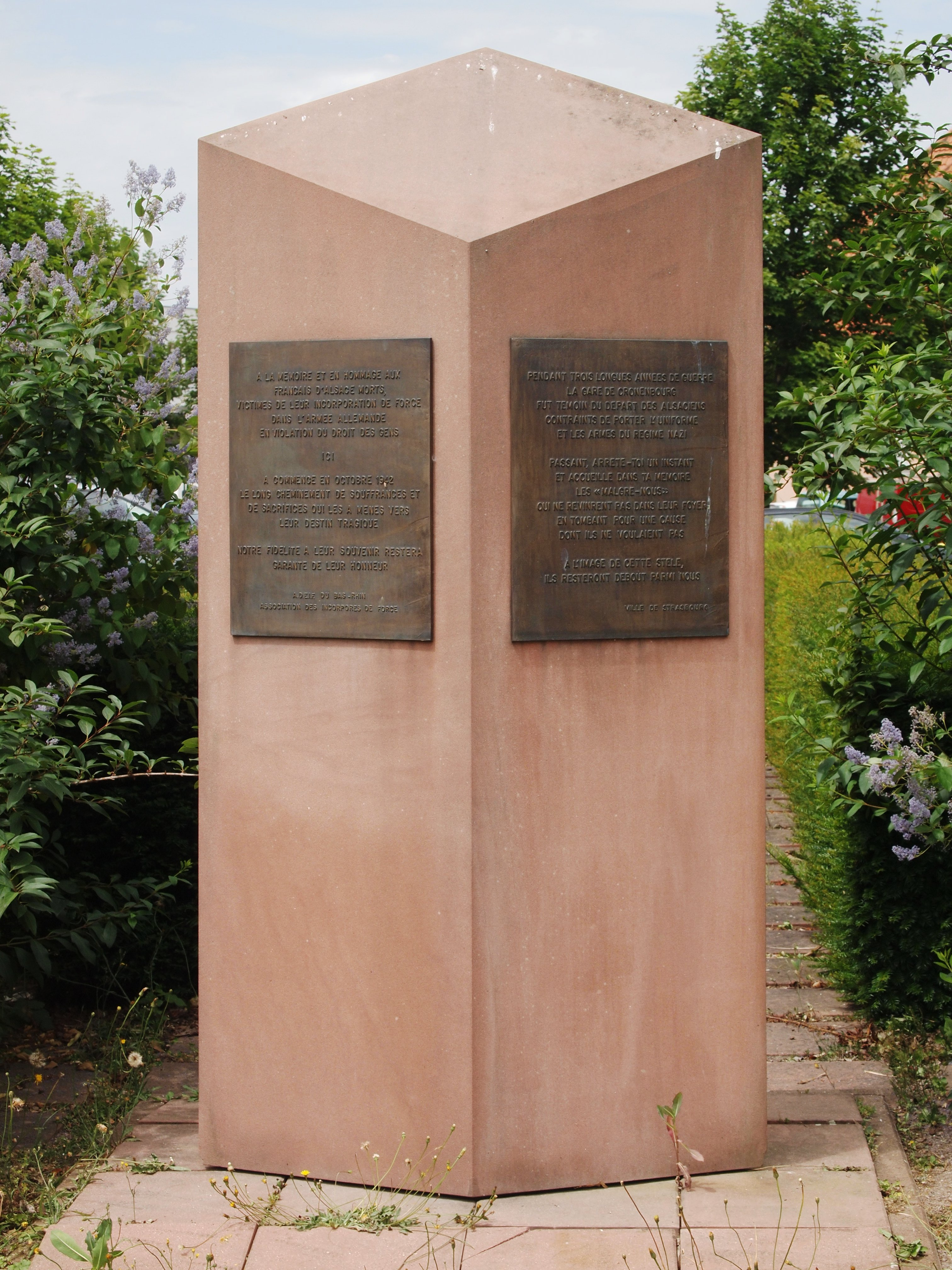
Стела в память насильно призванных в Вермахт на вокзале «Кроненбур» в Страсбурге

Согласно приказу гауляйтера оккупированного Эльзаса Роберта Генриха Вагнера от 25 августа 1942 года, под призыв в вооружённые силы Германии попали 100 тысяч жителей Эльзаса и 30 тысяч жителей Лотарингии. Однако всех их в связи с сильными франкофильскими настроениями в регионе приходилось принудительно отправлять в армию: в Ваффен-СС добровольцами записалось всего 2 тысячи человек. Многих французов, отказавшихся идти добровольно в вермахт, шантажировали угрозами депортировать их семьи в случае отказа служить. Согласившихся служить в вермахте и Ваффен-СС сразу же перебрасывали на Восточный фронт. В Ваффен-СС в целом служило очень мало выходцев из Эльзаса и Лотарингии.
Многие «мальгре-ну» дезертировали из вермахта, чтобы примкнуть к французскому Сопротивлению или сбежать в Швейцарию, чем подвергали риску свои семьи: их угоняли на принудительные работы или арестовывали и бросали в концлагеря. По подсчётам историков, около 40 тысяч эльзасцев и лотарингцев дезертировали из армии или уклонились от призыва, но многие из-за страха за свои семьи так и не решились покинуть ряды вермахта, за что были после войны обвинены в сотрудничестве с нацистами. В июле 1942 года 1500 «мальгре-ну», попавших в советский плен, были освобождены и отправлены в Алжир, где вступили в ряды Свободных французских сил.
Из 130 тысяч человек попавших под призыв — 32 тысячи «мальгре-ну» погибли в боях. 10,5 тысячи пропали без вести, но признаются де-факто умершими. От 5 до 10 тысяч попавших в плен не дожили до освобождения: большая часть погибших пленников была в советском лагере военнопленных под Тамбовом. Всех выживших военнопленных освободили к 1955 году. 40 тысяч «мальгре-ну» получили статус инвалидов после войны.
В 2012 году в Тамбове, во французском сквере была установлена скульптура французского скульптора Поля Фликанже под названием Malgre-nous в память о погибших в лагере Рада под Тамбовом.

## Преступления
Несмотря на нежелание многих сотрудничать с немцами, 14 человек стали известны как участники бойни в Орадур-сюр-Глан. Из них 13 были призваны насильно в войска, один записался добровольцем по своей воле. В 1953 году 13 «мальгре-ну» были приговорены к различным тюремным срокам, а четырнадцатого — добровольца — казнили. Приговор вызвал массовые протесты в Эльзасе, поскольку большая часть «мальгре-ну» не по своей воле пошли в Ваффен-СС, и 19 февраля 1953 года Парламент Франции объявил о всеобщей амнистии.

## Упоминания в культуре
В повести Петра Вершигоры «Люди с чистой совестью»:

Но это были не немцы, а эльзасцы. Батальон их охранял этот участок железной дороги и большой железнодорожный мост через Тетерев. Миша Тартаковский беспомощно разводил руками. Пленные либо совсем не говорили по-немецки, либо говорили на таком диалекте, который моему переводчику был явно не под силу.